# Ebersol
Ebersol ist eine Ortschaft in der Gemeinde Neckertal im Wahlkreis Toggenburg des Kantons St. Gallen in der Schweiz. Bis 2008 gehörte Ebersol zur Gemeinde Mogelsberg.

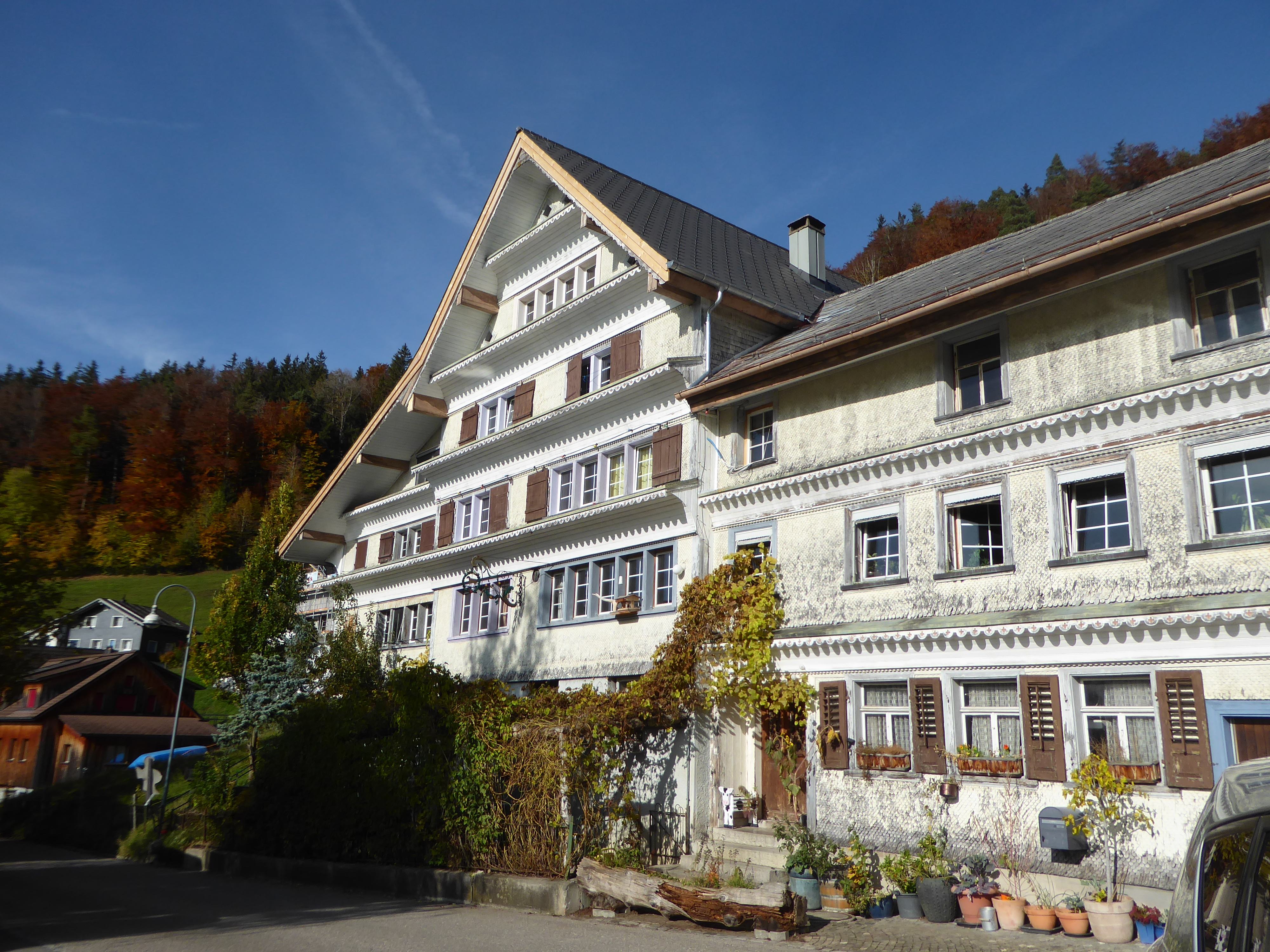
Ehemaliges Restaurant «Schäfli».

Das Dorf liegt auf rund 800 m ü. M. an einem Sonnenhang über dem Neckertal. Von Ebersol führen Strassen nach Mogelsberg, Hoffeld und Necker. Mit öffentlichen Verkehrsmitteln ist Ebersol nicht erreichbar – der Bahnhof Mogelsberg ist rund drei Kilometer von Ebersol entfernt.
Ebersol soll schon im Jahr 1224 bekannt gewesen sein. Ein Schwefelbad mit acht Holzwannen soll auf gut 900 m ü. M. gestanden haben.
Bevor die Strasse Degersheim–Mogelsberg–Necker 1840 modernisiert wurde, führte die Verbindung von Herisau nach Brunnadern über Ebersol. Nebst Kaufleuten und Händlern kamen auch Pilger auf dem Weg nach Einsiedeln in Ebersol vorbei.
In Ebersol befinden sich eine Lachsräucherei und ein Tonstudio.